# Toll Bar
Toll Bar – wieś w Anglii, w hrabstwie ceremonialnym South Yorkshire, w dystrykcie metropolitalnym Doncaster. Leży 29 km na północny wschód od miasta Sheffield i 239 km na północny zachód od Londynu.